# Gottlieb Wagner (Gastronom)

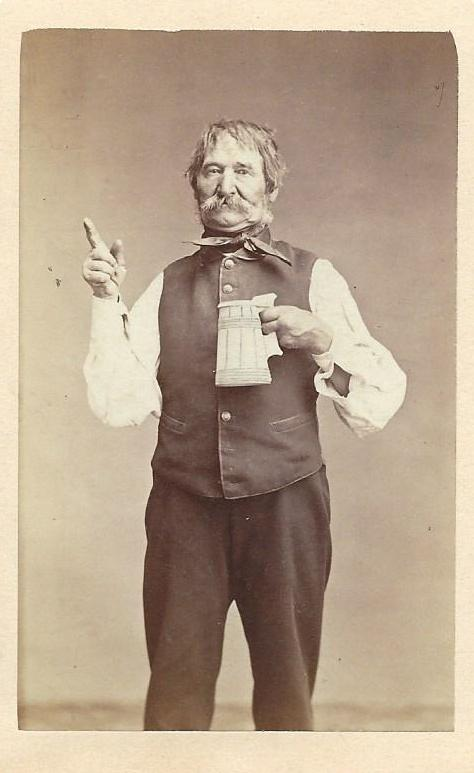
Wagner mit Kurbel (um 1860)

Gottlieb Wagner (* 17. Oktober 1794 in Schieben; † 6. Oktober 1878 auf der Rudelsburg) war ein deutscher Weinbergarbeiter im Saaletal. Er war über 50 Jahre Gastwirt auf der Rudelsburg und wurde als Samiel in ganz Deutschland berühmt.

## Vorbemerkung
Die Rudelsburg bei Bad Kösen gehörte zu Beginn des 19. Jahrhunderts zum Gut Kreipitzsch, das von den Freiherren von Schönberg bewirtschaftet wurde. Sie bauten an den Hängen der Burg Wein an. Zu dieser Zeit begann im Zuge der Burgen- und Wanderromantik die Entdeckung des Saaletals und seiner Burgenlandschaft.
Die Rudelsburg war damals wie die anderen Burgen auch seit Jahrhunderten verfallen und zeitweilig als Steinbruch missbraucht worden. Infrastruktur war nicht vorhanden. Es gab keine Zufahrt zur Burg und innerhalb der Burg keine geschlossenen Räumlichkeiten. Die Gebäude lagen weitgehend in Trümmern. Trotzdem galt die Rudelsburg schnell als „schönste aller Saaleburgen“ mit entsprechender Anziehungskraft. Vor allem im Saaletal wandernde Studenten aus Jena ließen es sich nicht nehmen, auf der Burg zu rasten.

## Leben
Um 1824 begann der Weinbergarbeiter Gottlieb Wagner die auf der Burg rastenden Wanderer vom Gut Kreipitzsch aus zu bewirten. 1827 erkundigte sich Carl Peter Lepsius, Landrat des Kreises Naumburg, beim Gutsbesitzer Friedrich von Schönberg, ob es nicht möglich sei, die Ruine offiziell für Besucher zu öffnen. Daraufhin wurde ein Fahrweg von Kösen auf die Burg gebaut. Zu Ostern 1827 richtete Wagner – noch „im Weinberg des Herrn“ – die anfangs nur sonntags geöffnete Schänke in der Ruine ein. Die Studenten der Universität Jena besetzten jubelnd die Burg und brachten dem Burgbesitzer einen Fackelzug.

### Schrittmacher des Fremdenverkehrs

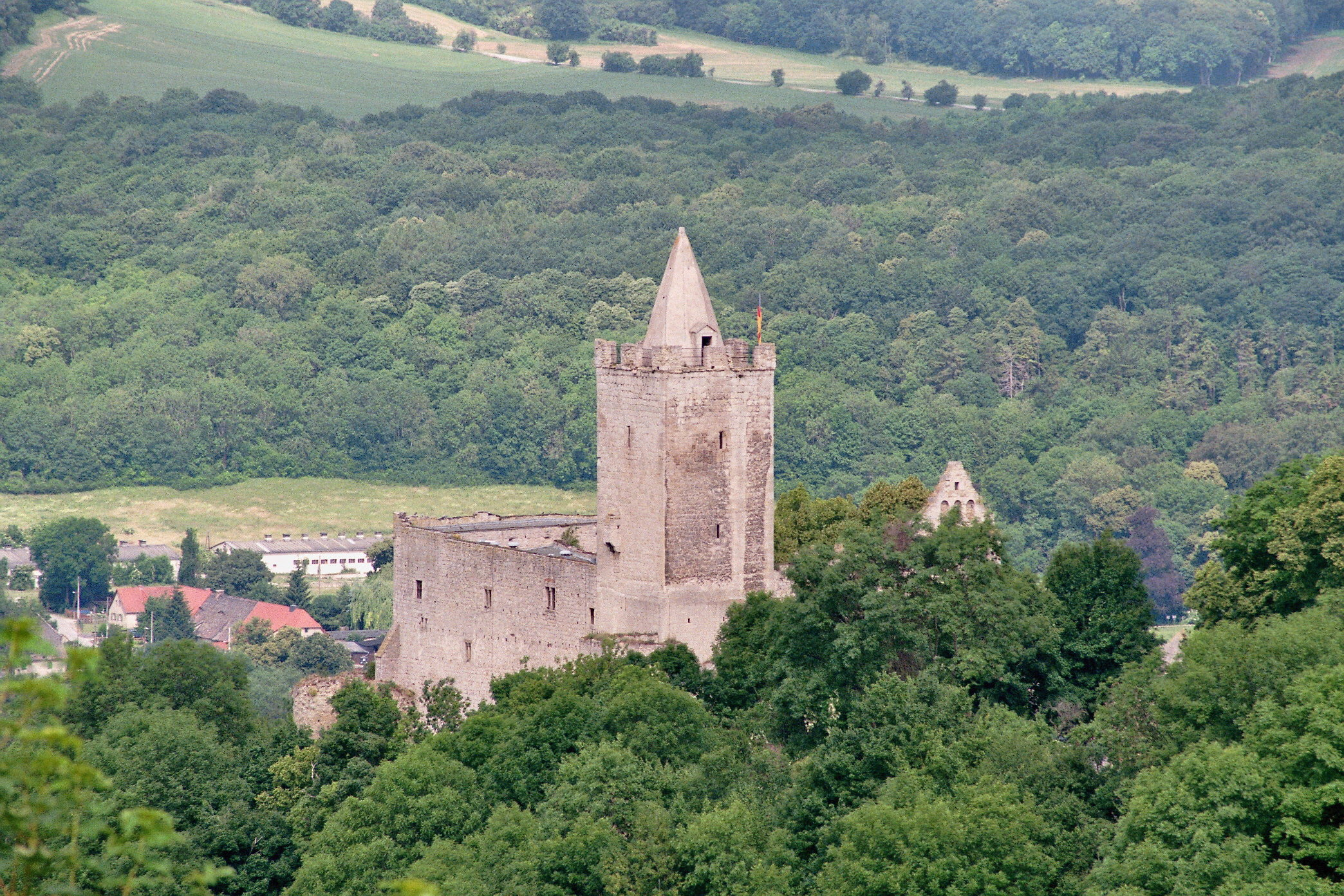
Rudelsburg unter Kreipitzsch (2011)

Durch die bessere Erreichbarkeit und die organisierte Bewirtung stieg die Attraktivität der Burg beträchtlich. Immer mehr Besucher kamen aus weiterer Entfernung, so auch die Studenten von der Universität Leipzig und der Friedrichs-Universität Halle.
Jenaer Studenten gaben ihm den Spitznamen Samiel. Wie der Freischütz in Carl Maria von Webers Oper riefen sie „Hilf, Samiel!“ – aber nicht beim Schuss, sondern beim Bier.
Auf den biblischen Namen wurde er feierlich „getauft“.
1848 wurde in Jena der Kösener Senioren-Convents-Verband (KSCV) als Dachverband der studentischen Corps in Deutschland gegründet. Schon bald wurde Kösen Tagungsort und die Rudelsburg ein beliebter Treffpunkt – jetzt für Corpsstudenten aus allen Staaten des Deutschen Bundes. „Samiel“ wurde berühmt. 1853 bewirtete er für die Sächsischen Provinzialstände den preußischen König Friedrich Wilhelm IV., der zu einem Manöver in der Gegend war.
Gottlieb „Samiel“ Wagner betrieb seine Burgschänke mit Unterstützung durch Frau, Tochter und Schwiegersohn über ein halbes Jahrhundert. Auf allen Bildern hält er eine „Kurbel“, einen für Jena typischen Bierkrug aus Holz. Später wurde die Schänke verpachtet. Der Pächter wurde verpflichtet, den alten Mann in der „Samielhöhle“ der Burg zu pflegen und zu versorgen. Noch heute gibt es einen Gastraum im tieferen Teil der Burg, das „Samielgewölbe“.
Samiel starb kurz vor seinem 84. Geburtstag auf „seiner“ Burg. Seinem Wunsch nach einer Beisetzung auf dem Burggelände konnte nicht nachgekommen werden. Am 9. Oktober 1878 wurde er in der Gemeinde Tultewitz südlich der Rudelsburg beerdigt.

### Burggeist

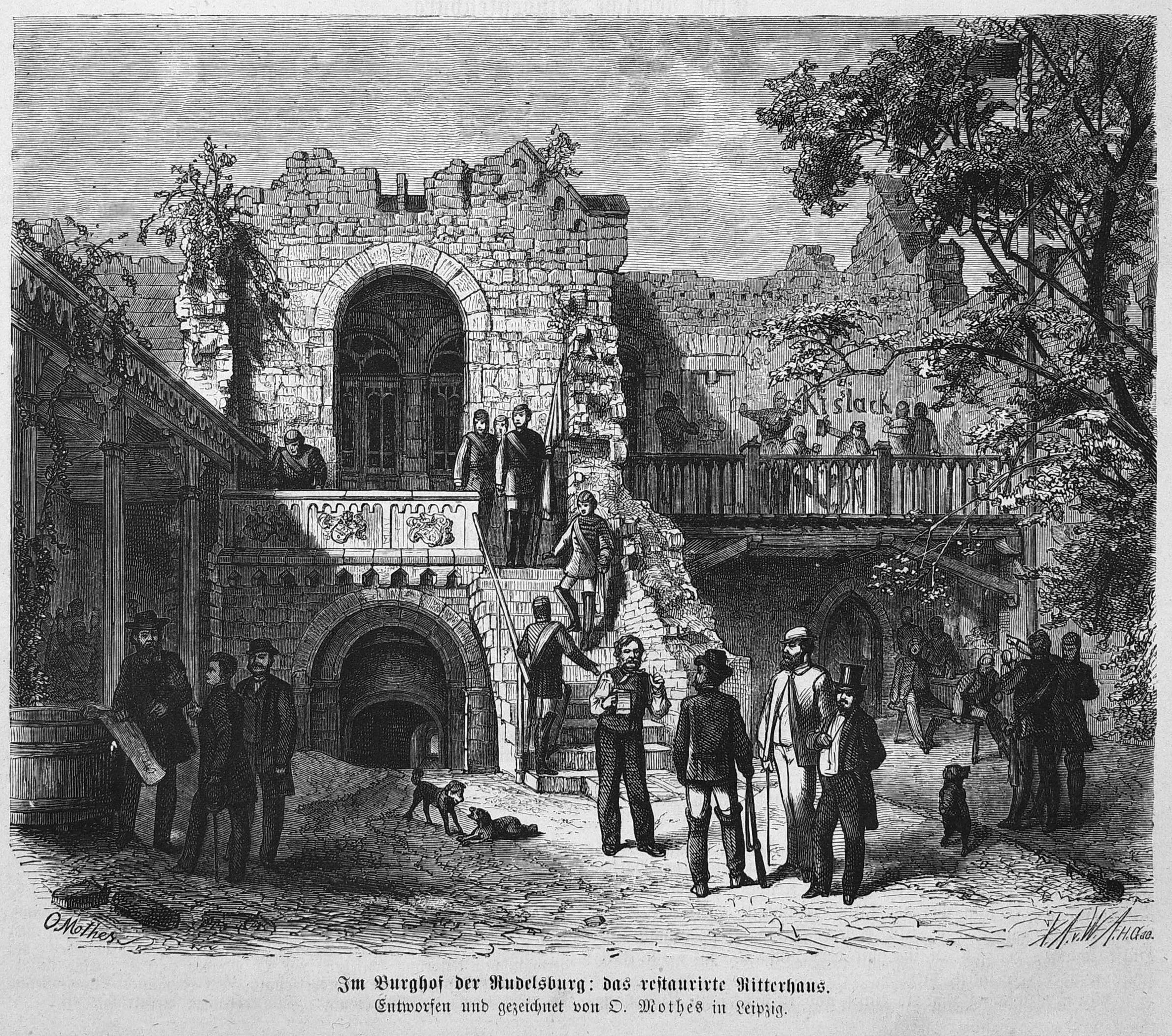
Im Burghof der Rudelsburg, Darstellung von 1872, im Vordergrund, mit Bierkrug in der Hand, der damals bereits verstorbene Rudelsburgwirt „Samiel“

Der Mecklenburger Fritz Reuter widmete dem „Burggeist auf der Rudelsburg“ ein Gedicht:
Im Burghof rauscht die Linde,

Es sitzt der Zecher Schar,

An alten Eichentischen,

Der Stoff ist frisch und klar,

Die alten Mauern grüßen

So freundlich und vertraut,

Wie oft hab ich dies alles

Als Studio einst geschaut.

Es sind die alten Bilder,

Nur eines fehlt auf Seel’ –

Das ist der alte Burggeist,

Der wackre Samiel!

### Heute

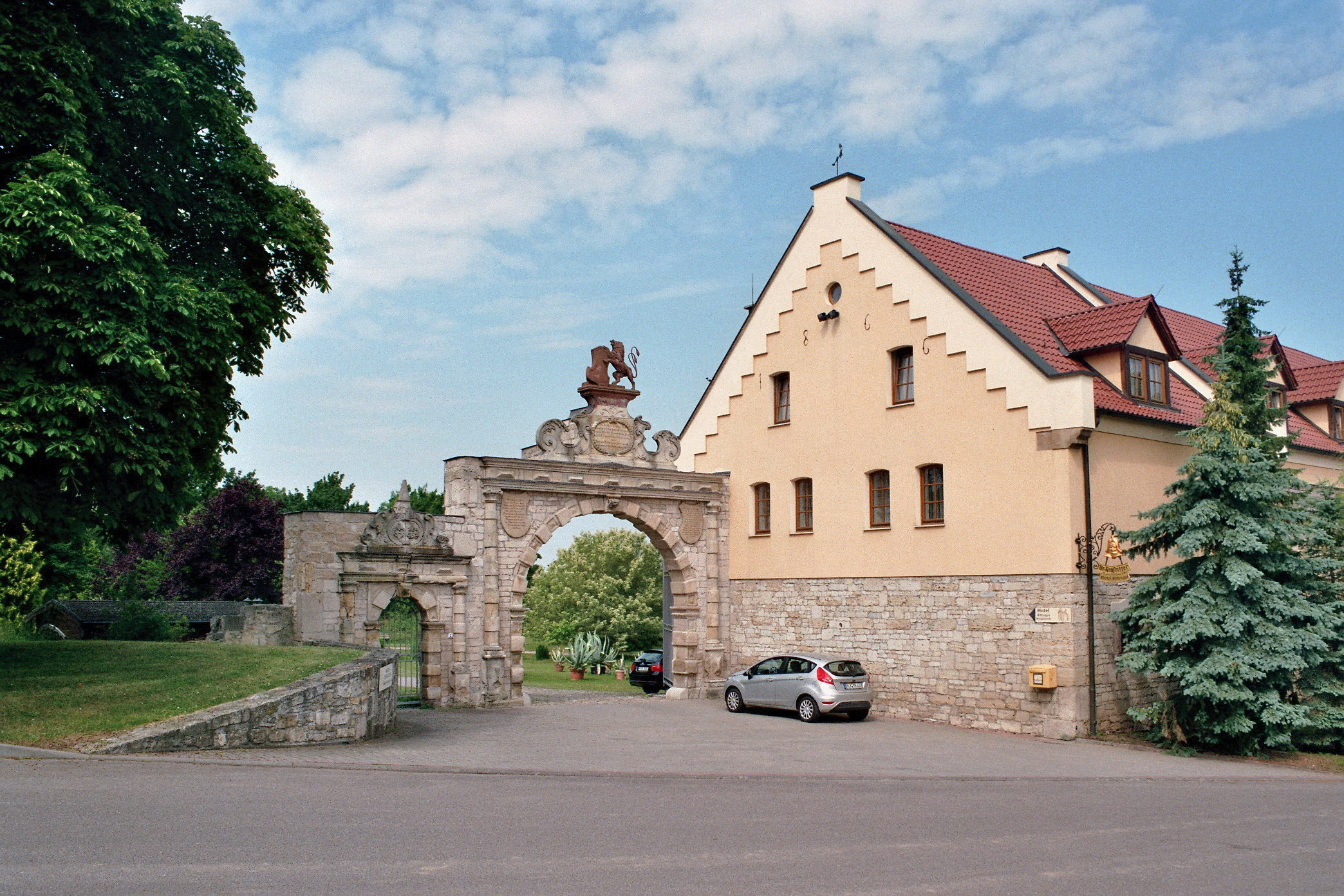
Rittergut Kreipitzsch (2011)

Die gastronomische Tradition wird heute vom Burgrestaurant Rudelsburg und vom Hotel & Restaurant Rittergut Kreipitzsch gepflegt.